# Agrilus biguttatus
El bupréstido de dos puntos (Agrilus biguttatus) es una especie de insecto del género Agrilus, familia Buprestidae, orden Coleoptera.
Fue descrita científicamente por Fabricius, 1776.